# Mastonia lineolata
Mastonia lineolata is een slakkensoort uit de familie van de Triphoridae. De wetenschappelijke naam van de soort is voor het eerst geldig gepubliceerd in 1877 door Tapparone-Canefri.